# Desmodium dillenii
Desmodium dillenii är en ärtväxtart som beskrevs av William Darlington. Desmodium dillenii ingår i släktet Desmodium och familjen ärtväxter. Inga underarter finns listade i Catalogue of Life.